# Даймонд-Блафф (переписна місцевість, Вісконсин)
Даймонд-Блафф (англ. Diamond Bluff) — переписна місцевість (CDP) в США, в окрузі Пієрс штату Вісконсин. Населення — 184 особи (2020).

## Географія
Даймонд-Блафф розташований за координатами 44°38′56″ пн. ш. 92°37′8″ зх. д. / 44.64889° пн. ш. 92.61889° зх. д. (44.648923, -92.618873).  За даними Бюро перепису населення США в 2010 році переписна місцевість мала площу 4,53 км², уся площа — суходіл.

## Демографія
Згідно з переписом 2010 року, у переписній місцевості мешкали 194 особи в 85 домогосподарствах у складі 55 родин. Густота населення становила 43 особи/км².  Було 103 помешкання (23/км²).
Расовий склад населення:
| - 99,0 % — білих |

До двох чи більше рас належало 1,0 %. Частка іспаномовних становила 0,5 % від усіх жителів.
За віковим діапазоном населення розподілялося таким чином: 18,6 % — особи молодші 18 років, 63,4 % — особи у віці 18—64 років, 18,0 % — особи у віці 65 років та старші. Медіана віку мешканця становила 50,7 року. На 100 осіб жіночої статі у переписній місцевості припадало 98,0 чоловіків;  на 100 жінок у віці від 18 років та старших — 100,0 чоловіків також старших 18 років.
Середній дохід на одне домашнє господарство  становив 85 370 доларів США (медіана — 67 500), а середній дохід на одну сім'ю — 100 570 доларів (медіана — 93 125). За межею бідності перебувало 6,3 % осіб, у тому числі 14,3 % дітей у віці до 18 років та 0,0 % осіб у віці 65 років та старших.
Цивільне працевлаштоване населення становило 75 осіб. Основні галузі зайнятості: виробництво — 41,3 %, транспорт — 16,0 %, будівництво — 9,3 %, роздрібна торгівля — 6,7 %.